# Aphrosina
Aphrosina es un género de foraminífero bentónico considerado un sinónimo posterior de Acervulina de la familia Acervulinidae, de la superfamilia Acervulinoidea, del suborden Rotaliina y del orden Rotaliida. Su especie tipo era Aphrosina informis. Su rango cronoestratigráfico abarcaba el Holoceno.

## Clasificación
Aphrosina incluía a las siguientes especies:
- Aphrosina informis